# 少年宫
少年宫是中國大陸、朝鮮等国及地区的一種公共設施，孩子們可以在這裡進行課外活動，例如補習、運動、音樂。少年宫可看作工人文化宫的少年版。

## 歷史和活動
蘇聯開始於1930年的先鋒運動和先锋宫傳播到了其他社會主義國家，例如中華人民共和國，在中國大陸被稱為少年宮。 
在少年宮，中國大陸年輕人參加課外活動，例如學習音樂、外語、電腦技能和運動。 在較大的城市中，每個區都有少年宮，並且還有一個城市少年宮，其較大的禮堂和天文館由城市所有地區的孩子共享。
。

## 各地的少年宮
中华人民共和国
- 北京市：北京市少年宮（美術館，位於北京市龙潭公园西南侧）、東城區少年宮（美術館）、西城區少年宮（美術館）、海淀少年宮（美術館）、北京市東城區崇文少年宮（文化中心）、丰台少年宮。
- 天津市：天津市少年宮（美術館）、南開少年宮（文化中心）、河西少年宮（美術館）、河東少年宮（美術館）、紅橋少年宮（美術館）、紅橋區少年宮分宮（美術館）、河北區少年宮（美術館）、西青少年宮。
- 上海市：中国福利会少年宫
- 廣東省：廣州少年宮（美術館）、廣州市第二少年宮（青年機構）、天河區少年宮（美術館）、白雲區少年宮（藝術組織）、荔灣區少年宮（美術館）、荔灣區新少年宮（藝術組織）、廣州市越秀區少年宮（文化中心）、廣州市沙河街社區少年宮、增城少年宫（文化中心）、深圳市少年宫（科學博物館，鄰近深圳地鐵3號線少年宮捷運站）。

- 北京市少年宫
- 深圳市少年宫